# Symmorphus carinatus
Symmorphus carinatus är en stekelart som beskrevs av Sk. Yamane 1990. Symmorphus carinatus ingår i släktet vedgetingar, och familjen Eumenidae. Inga underarter finns listade i Catalogue of Life.